# Pierre-Julien Pichon
Pour les articles homonymes, voir Pichon.
Pierre-Julien Pichon, né le 7 septembre 1816 à Neuilly-le-Vendin (Mayenne) et mort le 12 mars 1871 à Saint-Fraimbault-de-Lassay (Mayenne), est un prêtre du diocèse du Mans, devenu par la suite missionnaire de la société des Missions étrangères de Paris et un évêque français.

## Biographie
De 1834 à 1836, le jeune Pierre-Julien Pichon étudie au collège de Château-Gontier, avant d'entrer au grand séminaire du Mans où il étudie jusqu'à son ordination presbytérale, le 13 juin 1840.
Après deux nominations dans le diocèse du Mans (au Buret, en Mayenne, puis à Brûlon, dans la Sarthe), il entre aux Missions Étrangères de Paris et il est envoyé le 10 mars 1845 en Chine, dans la province du Se-tchouan.
De 1845 à 1860, il est actif dans la mission du Se-tchoan, avant d'être nommé le 24 janvier 1860 évêque titulaire d'Hélénopolis (de) et premier vicaire apostolique du Se-tchouan méridional, vicariat érigé le même jour par le bref Pastoralis officii.
Il fixe sa résidence à Su-tcheou fou (Soui fou). Il n'a sous sa direction que trois ou quatre prêtres chinois, et deux missionnaires européens. La nouvelle mission compte environ 11 000 catholiques. Un séminaire est établi ; l'œuvre de la Sainte-Enfance, déjà prospère, se développe.
En 1869, l'évêque se rend au concile du Vatican ; il prend part aux réunions des évêques de Chine, qui étudient des questions importantes pour l'apostolat dans l'Empire, ainsi qu'à celles des évêques de la Société des Missions Étrangères de Paris, pour la révision du Règlement général. Il vote, avec la majorité des Pères, pour l'infaillibilité du Pape.
Revenu malade en France, il meurt le 12 mars 1871, dans la communauté des religieuses hospitalières de l'Immaculée-Conception de Marie, à Saint-Fraimbault-de-Lassay.